# Croatie au Concours Eurovision de la chanson 2024
La Croatie est l'un des trente-sept pays participants du Concours Eurovision de la chanson 2024, qui se déroule à Malmö en Suède. Le pays est représenté par le chanteur Baby Lasagna et sa chanson Rim Tim Tagi Dim, sélectionnés après leur victoire au Dora 2024. Le pays se classe  2e avec 547 points lors de la finale du concours.

## Sélection
Le diffuseur croate HRT confirme la participation de la Croatie au Concours Eurovision de la chanson 2024 le 14 septembre 2023 et annonce dans la foulée son intention de reconduire Dora comme émission de sélection de son représentant.

### Format
Cette édition de Dora voit la mise en place d'un nouveau format. En effet, Tomislav Štengl, chef de la délégation croate pour l'Eurovision, évoque en novembre 2023 l'idée d'ajouter deux demi-finales à la sélection, idée finalement mise en œuvre et annoncée en janvier 2024. La sélection se tient donc en trois soirées, les 22, 23 et 25 février. Douze artistes s'affrontent par demi-finale et chaque demi-finale voit 8 d'entre eux se qualifier pour la finale, les candidats étant départagés par le vote du public. Lors de la finale, le vainqueur est déterminé par une combinaison 50/50 des votes du public et d'un jury composé de quatre panels nationaux — Osijek, Rijeka, Split et Zagreb — et de quatre panels internationaux — Allemagne, Islande, Italie et Ukraine —. Chacun de ces panels est composé de trois professionnels de l'industrie de la musique. Les téléspectateurs et les jurys disposent chacun d'un total de 464 points à attribuer. Chaque groupe de jurés répartit ses points selon le même schéma que celui utilisé qu'à l'Eurovision, à savoir de 1 à 8, 10 et 12 points. Le vote des téléspectateurs est basé sur le pourcentage de votes que chaque chanson avait obtenu par téléphone et par SMS ; par exemple, si une chanson obtient10 % du vote des téléspectateurs, elle se voit attribuer 10 % des 464 points arrondis à l'entier le plus proche, soit 46 points. Le scénographe de cette édition 2024 de Dora 2024 est Igor Juras.

### Participants
Le 15 septembre 2023, HRT ouvre une période de soumission des candidatures durant laquelle les artistes (tenus d'avoir la citoyenneté croate) et les compositeurs peuvent soumettre leurs candidatures au diffuseur. À la clôture de cette période le 30 novembre 2023, un nombre record de 203 candidatures a été reçu.
Un comité d'experts examine les candidatures reçues et en sélectionne vingt-quatre (plus quatre de réserve), qui sont annoncées le 15 décembre 2023. Parmi les participants figurent Damir Kedžo et Let 3, qui ont respectivement remporté Dora en 2020 et 2023. Le 3 janvier 2024, il est annoncé que Zsa Zsa se retire de la compétition pour des raisons non divulguées. Elle est remplacée par Baby Lasagna. Les chansons sont diffusées pour la première fois le 4 janvier 2024 dans l'émission Svijet diskografije sur HR 2et sont ensuite publiées sur YouTube le 9 janvier 2024.
- Chanson de remplacement
- Retrait

| Liste des participants               | Liste des participants    | Liste des participants                                                  |
| Artiste                              | Chanson                   | Paroles                                                                 |
| ------------------------------------ | ------------------------- | ----------------------------------------------------------------------- |
| Alen Đuras                           | A Tamburitza Lullaby      | Jimmy Åkerfors, Michel Fannoun, Siniša Reljić-Simba, Tony Malm          |
| Baby Lasagna                         | Rim Tim Tagi Dim          | Marko Purišić (Baby Lasagna)                                            |
| Barbara Munjas                       | Nepobjediva               | Barbara Munjas, Zoran Majstorović                                       |
| Boris Štok                           | Can we Talk               | Aidan O'Connor, Boris Štok, Darko Terlević, John Doherty                |
| Damir Kedžo                          | Voljena ženo              | Ante Pecotić                                                            |
| Erna                                 | How Do You Love Me        | Alan Dović, Erna Imamović, Gabor Racz                                   |
| ET                                   | Pametnom dosta            | Adonis Ćulibrk, Inav Coste                                              |
| Eugen                                | Tišine                    | Anja Grabovac, Eugen Stjepan Višić                                      |
| James Night                          | Nebo plače                | Leonardo Šajin                                                          |
| Lana Mandarić                        | More                      | Lana Mandarić                                                           |
| Lara Demarin                         | Ne vjerujem ti            | Hrvoje Domazet, Lara Demarin, Luka Demarin, Robert Domitrović           |
| Let 3                                | Babaroga                  | Damir Martinović Mrle, Iztok Turk, Matej Zec, Zoran Prodanović          |
| Lu Dedić                             | Plavi leptir              | Miro Lesić                                                              |
| Marcela                              | Gasoline                  | Bjørgen van Essen, Daniël van den Brink, Délano Ladurner, Marcela Oroši |
| Mario Battifiaca feat. Robert Ferlin | Vodu piti trizan biti     | Bruno Krajcar                                                           |
| Misha                                | One day                   | Nemanja Filipović                                                       |
| Natalie Balmix                       | Dijamanti                 | Darko Dimitrov, Lazar Cvetkoski, Natalie Balmix, Robert Bilbilov        |
| Noelle                               | Baby baby                 | Ivan Zečić, Miroslav Zečić                                              |
| Pavel                                | Do mjeseca                | Aljoša Šerić, Jere Šešelja                                              |
| Saša Lozar                           | Ne plačem zbog nje        | Ante Pecotić                                                            |
| Stefany                              | Sretnih dana dat' će Bog  | Branimir Mihaljević, Nenad Ninčević                                     |
| The Splitters                        | Od kad te sanjam          | Josip Senta, Petar Senta                                                |
| Vatra                                | Slatke suze, gorka ljubav | Ivan Dečak                                                              |
| Vinko                                | Lying eyes                | Srđan Sekulović Skansi, Vinko Ćemeraš                                   |
| Zsa Zsa                              | Probudi usne moje         | _                                                                       |

### Demi-finale
- Qualifiés pour la finale

| Ordre | Artiste                              | Chanson                  |
| ----- | ------------------------------------ | ------------------------ |
| 1     | Noelle                               | Baby baby                |
| 2     | Mario Battifiaca feat. Robert Ferlin | Vodu piti trizan biti    |
| 3     | Stefany                              | Sretnih dana dat' će Bog |
| 4     | Misha                                | One Day                  |
| 5     | Erna                                 | How Do You Love Me       |
| 6     | Eugen                                | Tišine                   |
| 7     | Vinko                                | Lying Eyes               |
| 8     | Barbara Munjas                       | Nepobjediva              |
| 9     | Let 3                                | Babaroga                 |
| 10    | Lana Mandarić                        | More                     |
| 11    | Pavel                                | Do mjeseca               |
| 12    | Saša Lozar                           | Ne plačem zbog nje       |

| Ordre | Artiste        | Chanson                   |
| ----- | -------------- | ------------------------- |
| 1     | Lu Dedić       | Plavi leptir              |
| 2     | James Night    | Nebo plače                |
| 3     | Lara Demarin   | Ne vjerujem ti            |
| 4     | Alen Đuras     | A Tamburitza Lullaby      |
| 5     | The Splitters  | Od kad te sanjam          |
| 6     | Boris Štok     | Can We Talk               |
| 7     | Baby Lasagna   | Rim Tim Tagi Dim          |
| 8     | ET             | Pametnom dosta            |
| 9     | Vatra          | Slatke suze, gorka ljubav |
| 10    | Damir Kedžo    | Voljena ženo              |
| 11    | Natalie Balmix | Dijamanti                 |
| 12    | Marcela        | Gasoline                  |

### Finale
La finale a lieu  le 25 février 2024. Lors de l'entracte, le groupe Let 3 y interprète ses chansons Mama ŠČ ! (avec laquelle il a représenté la Croatie à l'Eurovision 2023) et Ero s onoga svijeta. Le gagnant est désigné par un jury professionnel et par le public croate.
- Première place
- Deuxième place
- Troisième place
- Dernière place

| Ordre | Artiste                              | Titre                     | Télévote | Jury | Total | Place |
| ----- | ------------------------------------ | ------------------------- | -------- | ---- | ----- | ----- |
| 1     | Natalia Balmix                       | Dijamanti                 | 11       | 24   | 35    | 10    |
| 2     | Mario Battifiaca feat. Robert Ferlin | Vodu piti trizan biti     | 9        | 0    | 9     | 15    |
| 3     | Lana Mandarić                        | More                      | 4        | 9    | 13    | 13    |
| 4     | Boris Štok                           | Can We Talk               | 10       | 13   | 23    | 12    |
| 5     | Stefany                              | Sretnih dana dat' će Bog  | 9        | 3    | 12    | 14    |
| 6     | Pavel                                | Do mjeseca                | 15       | 38   | 53    | 7     |
| 7     | Saša Lozar                           | Ne plačem zbog nje        | 5        | 1    | 6     | 16    |
| 8     | Lara Demarin                         | Ne vjerujem ti            | 6        | 19   | 25    | 11    |
| 9     | Let 3                                | Babaroga                  | 24       | 55   | 79    | 3     |
| 10    | Alen Đuras                           | A Tamburitza Lullaby      | 27       | 35   | 62    | 5     |
| 11    | Eugen                                | Tišine                    | 15       | 26   | 41    | 8     |
| 12    | Vatra                                | Slatke suze, gorka ljubav | 15       | 21   | 36    | 9     |
| 13    | Damir Kedžo                          | Voljena ženo              | 22       | 51   | 73    | 4     |
| 14    | Baby Lasagna                         | Rim Tim Tagi Dim          | 247      | 74   | 321   | 1     |
| 15    | Marcela                              | Gasoline                  | 20       | 39   | 59    | 6     |
| 16    | Vinko                                | Lying Eyes                | 23       | 59   | 82    | 2     |

La finale est marquée par quelques difficultés techniques : Natalie Balmix rencontre des problèmes audio et la prestation de Boris Štok est retardée en raison de problèmes techniques non divulgués. Au terme de la soirée, c'est Baby Lasagna et son titre Rim Tim Tagi Dim qui remporte la victoire avec 321 points et sont sélectionnés pour représenter la Croatie à l'Eurovision 2024.

## À l'Eurovision
À l'Eurovision, la Croatie se produit lors de la première moitié de la première demi-finale le 7 mai 2024 à laquelle votent l'Allemagne, le Royaume-Uni et la Suède ainsi que le « reste du monde ». Elle termine 1er de la première demi-finale, en remportant 177 points, lui permettant de se qualifier pour la finale le 11 mai 2024,. Lors de la finale, elle se produit en 23e position dans l'ordre de passage et termine 2e avec 547 points donc 337 du télévote, et réalise ainsi son meilleur classement dans l'histoire du concours.